# Verbîci, Ripkî
Verbîci (în ucraineană Вербичі) este o comună în raionul Ripkî, regiunea Cernihiv, Ucraina, formată numai din satul de reședință.

## Demografie
Componența lingvistică a comunei Verbîci
     Ucraineană (93,82%)
     Rusă (6,01%)
Conform recensământului din 2001, majoritatea populației comunei Verbîci era vorbitoare de ucraineană (93,82%), existând în minoritate și vorbitori de rusă (6,01%).